# 1256

## Събития
- На търновския престол се възкачва Калиман II
- На търновския престол се възкачва Мицо Асен

## Родени
- Робер дьо Клермон, граф на Клермон

## Починали
- Михаил II Асен, цар на България
- Калиман II Асен, цар на България